# Kitchen Sink Press
Kitchen Sink Press foi uma editora de revistas em quadrinhos fundada por Denis Kitchen em 1969. Kitchen foi o proprietário e operou a Kitchen Sink Press até 1999. Kitchen Sink Press foi uma editora pioneira de underground comics, e foi também a responsável por numerosas republicações de antologias de tira de jornal clássicas em capa dura e capa mole.